# 运粮河 (太子河)
运粮河，位于中华人民共和国辽宁省中部的一条河流，是太子河左岸支流，发源于鞍山市铁东区的玉佛山风景区，向西流入二一九公园的劳动湖（西湖），之后作为地下暗渠穿过鞍山市区，于铁西区永宁街西北端出流，向西北，流经宁远街道、达道湾街道，于达朝村一带转西流，经辽阳县刘二堡镇三岔子村、穆家镇六间房村，于横道子村苏家横道子转西南流，经唐马寨镇，最后在穆家镇新台子村的大台以西汇入太子河。河流全长36.4千米，流域面积268.12平方千米，河道平均比降1‰，年均径流量0.654亿立方米。运粮河流经鞍山市市区河西部工业区，承接城市工业生产和市区生活废水，污染严重。下游为辽阳县重点产粮区。